# Screamworks: Love in Theory and Practice
A Screamworks: Love in Theory and Practice a finn HIM együttes hetedik stúdióalbuma, mely 2010 február 8-án jelent meg. Az albumot Los Angelesben vették fel.
Az albumról kimásolt első kislemez a "Heartkiller", ami 2009 december 8-án jelent meg.
A második kislemez a "Scared to Death" 2010 március 29-én jelent meg. A számhoz készülő videóklipet Sydneyben vették fel.

## Az album dalai
Az összes szám szerzője Ville Valo. 
| #   | Cím                                         | Hossz |
| --- | ------------------------------------------- | ----- |
| 1.  | In Venere Veritas                           | 3:35  |
| 2.  | Scared to Death                             | 3:40  |
| 3.  | Heartkiller                                 | 3:29  |
| 4.  | Dying Song                                  | 3:29  |
| 5.  | Disarm Me (With Your Loneliness)            | 4:01  |
| 6.  | Love, the Hardest Way                       | 3:19  |
| 7.  | Katherine Wheel                             | 3:26  |
| 8.  | In the Arms of Rain                         | 3:46  |
| 9.  | Ode to Solitude                             | 3:58  |
| 10. | Shatter Me With Hope                        | 3:51  |
| 11. | Acoustic Funeral (For Love in Limbo)        | 3:57  |
| 12. | Like St. Valentine                          | 3:14  |
| 13. | The Foreboding Sense of Impending Happiness | 3:13  |

## Közreműködők
- Ville Valo - ének, akusztikus gitár
- Mikko Lindström - szóló- és akusztikus gitár
- Janne Puurtinen - billentyűs hangszerek
- Mikko Paananen - basszusgitár
- Mika Karppinen - dobok